# Josep Queralt
José o Josep Queralt y Clapés (Badalona, 1896-Perpiñán, 1965) fue un editor español.

## Biografía
Administrador de fincas de profesión, sus inquietudes políticas y culturales lo llevaron a militar primero en la Lliga Regionalista y posteriormente en Esquerra Republicana de Catalunya y a fundar en Badalona, con Marcelino o Marcel·lí Antich, Ediciones Proa en 1928, empresa a la cual aportó el capital inicial y que se convirtió en un referente de la difusión de los clásicos de la novela moderna europea en Cataluña y en catalán. El primer libro de su colección "A tot vent" fue la traducción de la novela Manon Lescaut del abate Prévost en 1928. Pero, separado de Antich en 1935 por desavenencias políticas, continuó en solitario con la editorial.
Tras la Guerra Civil Española (durante la cual trabajó en la Consejería de Sanidad), se exilió y tras pasar por los campos de concentración de Sant Cebrián y de Argelès, se estableció en Perpiñán. Pero sus tres hermanas, mujeres mayores, fueron detenidas y sufrieron la expoliación de sus bienes y la prisión. Fueron condenadas por el Consejo de Guerra Permanente núm. 1 de Cataluña a la pena de reclusión perpetua por un supuesto delito de rebelión militar, en un sumarísimo de urgencia fallado el 21 de marzo de 1939. Fueron acusadas de ser "extremistas destacadas en la localidad, propagadoras de las ideas separatistas y afiliadas a Ezquerra Republicana de Cataluña". La sentencia se cumplió en la cárcel de Les Corts, no se sabe por cuánto tiempo ni si sobrevivieron.
En Perpiñán, a finales de 1948, Joan Puig i Ferreter (1882-1956), que había sido director literario de la editorial Proa, lo convenció para continuar con la empresa editorial en condiciones harto precarias, aunque consiguió publicar hasta el número cien de su colección "A Tot Vent". El 1964 cedió el sello editorial a Joan Baptista Cendrós, el cual al año siguiente la instaló en Barcelona e inició una nueva etapa bajo la dirección literaria de Joan Oliver. La editorial entró en un proceso de expansión notable, potenció “A Tot Vent” y creó otras colecciones, entre las cuales destacó "Els Llibres de l’Óssa Menor", de donde saldrá el premio de poesía Carles Riba. A fines de los setenta las ventas empezaron a caer y las dificultades económicas obligaron a que en 1982 pasara a formar parte de la Fundación Enciclopedia Catalana hasta que en 2007 se incorporó a Edicions 62, que ya estaba dentro del Grupo Planeta y el Grupo Enciclopedia.
En 1965 Queralt aceptó una plaza de profesor de español en el Colegio Madame de Sévigné de Perpiñán, que ejerció hasta su muerte en ese mismo año.